# Orange, Red, Yellow
Orange, Red, Yellow (Orange, Rouge, Jaune) est une peinture abstraite de Mark Rothko, datant de 1961.

## Description
Orange, Red, Yellow est une peinture acrylique abstraite, contenant trois blocs de couleurs : de haut en bas, une bande horizontale jaune, un rectangle orange et un deuxième rectangle orange plus large. Les blocs sont peints sur un fond rouge.
L'œuvre mesure 236,2 cm de haut sur 206,4 cm de large.

## Historique

### Origine
Mark Rothko réalise Orange, Red, Yellow en 1961. L'œuvre est tout d'abord acquise par Marloborough Fine Art à Londres. Marloborough Fine Art la vend en 1967 au collectionneur d'art américain David Pincus,. Elle est exposée à l'occasion : de février à mars 1964 à la Marlborough New London Gallery à Londres pour une exposition consacrée à Rothko exhibition, de septembre à novembre 1986 au Philadelphia Museum of Art pour son exposition « Philadelphia Collects: Art Since 1940 », de juin à décembre 1996 au Palmer Museum of Art de l'Université d'État de Pennsylvanie pour l'exposition « Abstraction to Figuration: Selections of Contemporary Art from the Pincus Collection ». Elle réside ensuite en prêt long au Philadelphia Museum of Art.

### Vente aux enchères
Le 8 mai 2012, 45 ans après son acquisition, la toile est vendue aux enchères. Avant la vente, son prix est attendu à plus de 45 millions $,. Lorsque les enchères atteignent 70 millions $, trois enchèreurs restent en compétition. Les enchères se poursuivent encore pendant 6 minutes et demie, soit « l'un des concours d'enchères le plus longs jamais vus dans une vente d'art contemporain ». L'œuvre est finalement adjugée pour 77,5 millions $, l'acquéreur devant débourser au total 86,8 millions $.
Au moment de la vente, il s'agit de la somme la plus élevée obtenue lors d'une vente aux enchères — en ignorant l'inflation — pour une peinture datant d'après la Deuxième Guerre mondiale,,. Elle dépasse le précédent record pour un tableau de Rothko, White Center (Yellow, Pink and Lavender on Rose), vendu en 2007 pour 72,8 millions $,,. La toile la plus chère jamais obtenue lors d'une vente privée est No. 5, 1948 de Jackson Pollock, vendue en 2006 pour 140 millions $ (160 millions en mai 2012 compte tenu de l'inflation). En dollars constants, le record lors d'une vente aux enchères reste Triptych, 1976 de Francis Bacon, vendu en 2008 pour 86,3 million $ (92 million en mai 2012).